# James William van Kirk

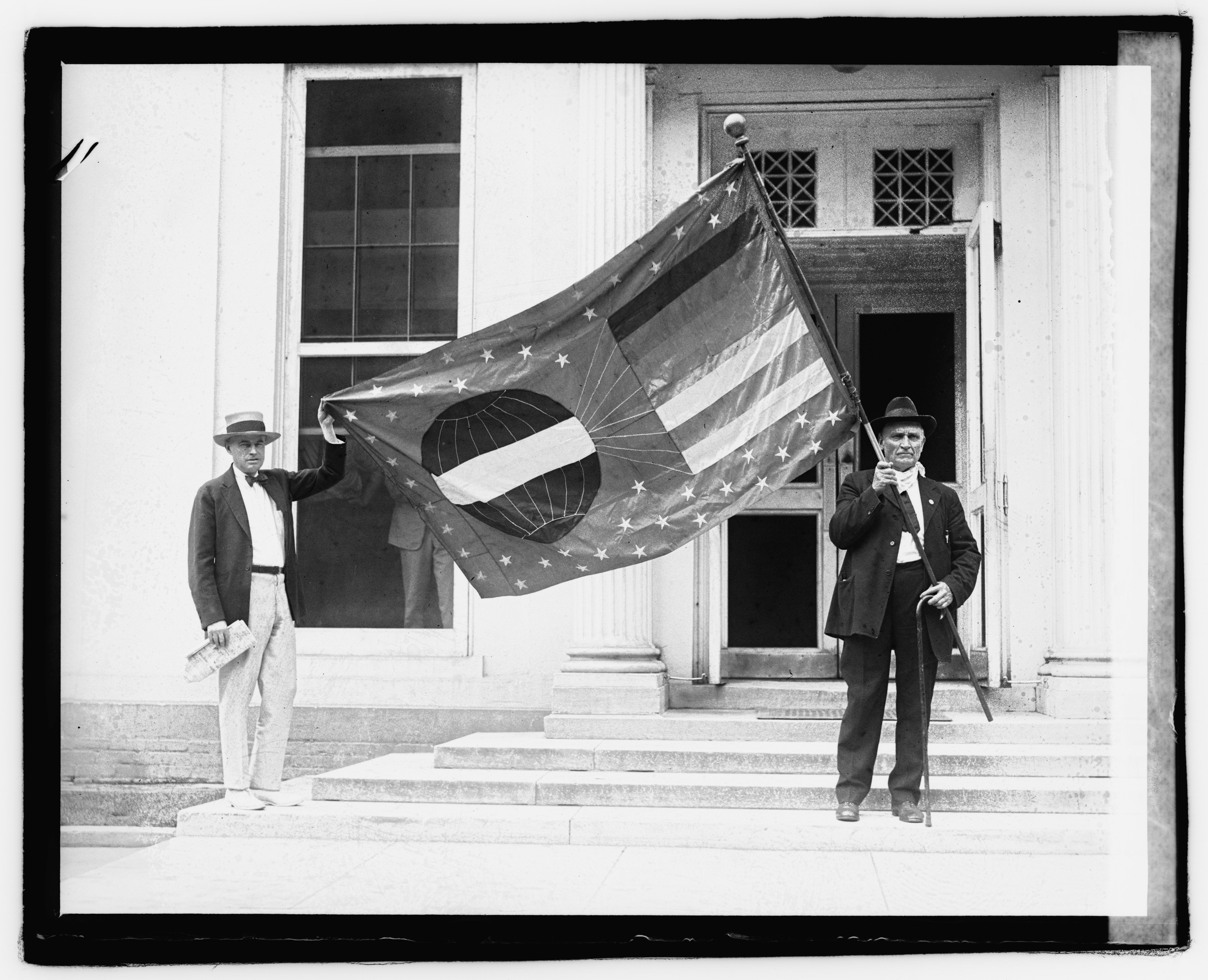
James William van Kirk (rechts) met zijn wereldvredesvlag

James William van Kirk (1858-1946) was een Amerikaanse dominee en pacifist. Hij reisde in de periode tussen de twee wereldoorlogen door de Verenigde Staten en West-Europa om zijn vredesideaal te verspreiden.

## Nederlandse roots
James van Kirk is in 1858 in de industriestad  Youngstown in Ohio (Verenigde Staten) geboren. Zijn voorouders hadden een eeuw eerder het  Gelderse  Buren verlaten om nieuw geluk in het verre Amerika te zoeken. De oorspronkelijke familienaam Verkerk verengelste en veranderde in de Verenigde Staten in Van Kirk. Met een ‘Van’ in je familienaam toonde je immers pas echt je Nederlandse roots.

## Vredesapostelen
James van Kirk was een van de vele vredesapostelen in de decennia voor de Eerste Wereldoorlog.
Aan het einde van de negentiende eeuw bloeide het ideaal van de wereldvrede als nooit tevoren. Overal in de wereld waren vredesorganisaties actief, enkele zelfs met miljoenen leden. Bekende schrijvers en pacifisten waren grote steunpilaren voor deze nieuwe beweging
In Den Haag vonden grote  vredesconferenties plaats. Deze bijeenkomsten en de bouw van het Haagse Vredespaleis hadden ook uitgebreid de Amerikaanse kranten gehaald. 

## 1913 In Nederland met een wereldvredesvlag

Wereldvredesvlag, ontwerp van James William van Kirk

Aan het begin van de twintigste eeuw vatte dominee Van Kirk het plan op  Europa te bezoeken en daar een steentje bij te dragen aan de Wereldwijdlevende vredesgedachte. Hij ontwierp een regenboogvlag die de internationale wereldvrede moest symboliseren. Deze door de dominee zelf gemaakte zijden blauwe vlag toonde regenboogkleurige strepen, sterren en de planeet aarde. Zijn plan was dit vaandel overal ter wereld aan vorsten, presidenten en politici aan te bieden. In 1913 kwam hij naar Den Haag en schonk bij de opening van het Vredespaleis aan Andrew Carnegie zijn embleem van de wereldvrede. Na terugkeer in Amerika hield dominee Van Kirk over zijn Europese tour vele lezingen en bezocht ook honderden scholen om zijn vredesverhaal te vertellen.

## 1929 Opnieuw naar Europa
In een beschilderd stokoud  Fordje maakte de inmiddels bejaarde Van Kirk in 1929 opnieuw een vredestour door Europa. Op de rechterzijde van zijn opvallende auto stond in grote witte letters geschilderd: ‘this car, Friend of man Rev. J.W. van Kirk, Citizin of the World. Peace crusader around the world’, en aan de andere zijde was te lezen: ‘Outlaw war. On to Geneva to make peace. Let us be brothers, not barbarians’. 
Op 14 augustus 1929 verscheen hij opnieuw voor het Vredespaleis. Om elf uur stapte hij in een slordig zwart pak uit zijn gammele Fordje, haalde drie stokken uit zijn wagen, die hij aan elkaar bevestigde en maakte daaraan zijn vlag, de wereldvredesvlag vast. Belangstellenden omringden direct de dominee. Van Kirk vertelde over zijn idealen, de verbroedering die moest komen, het grote wereldvredesrijk en de vele plaatsen die hij had bezocht. Hij vertelde ook dat hij overal in de wereld zijn vlag had uitgevouwen en zijn idealen had verkondigd. Na deze woorden hees hij zich met moeite in zijn oude wagen en ging verder richting  Genève.
Alle vredesidealen en -inspanningen ten spijt, elf jaar na zijn Europese vredestour brak de Tweede Wereldoorlog uit. De dominee overleed op hoge leeftijd in 1946. 
Een aantal van zijn wereldvredesvlaggen kwam in musea terecht.